# Sleaford Mods
Sleaford Mods est un groupe de post-punk britannique, originaire de Nottingham, en Angleterre. Il comprend le chanteur Jason Williamson et le musicien Andrew Fearn (depuis 2012). Ils sont connus entre autres pour leur style musical minimaliste. Le duo compte plusieurs albums félicités par la presse spécialisée,,.

## Biographie
Le chanteur Jason Williamson, né en 1970, grandit dans une ferme de Grantham sa ville natale. Il s'intéresse à toute sorte de musique comme le courant mod, Guns N' Roses, les rave parties, le black metal, Wu-Tang Clan... Il crée d'abord un groupe électronique, Unity Crescent, où il se produit en solo comme chanteur et auteur. Il est aussi musicien lors de sessions avec des groupes locaux comme Spiritualized ou Bent.
Sleaford Mods est créé quand un ami de Williamson lui propose de mêler sa voix avec un sample d'un album de Roni Size. Le projet prend d'abord le nom de That's Shit, Try Harder. Il est rebaptisé Sleaford Mods, du nom d'une ville du Lincolnshire. Williamson forme d'abord le groupe avec Simon Parfrement, un ingénieur du son de Rubber Biscuit Studio à Nottingham, avec qui il fait quatre albums. Parfrement quitte le groupe peu de temps après la sortie de l'album Wank en 2012. Il est aussitôt remplacé par Andrew Fearn que Jason Williamson a vu dans un concert à Nottingham. Une collaboration entre Sleaford Mods et The Prodigy est annoncée à la fin 2014. Ils enregistrent une chanson intitulée Ibiza ensemble qui apparait sur l'album The Day Is My Enemy de Prodigy en mars 2015.
L'album Alternative Light Source du groupe Leftfield, publié le 8 juin 2015, fait aussi participer Sleaford Mods sur la chanson Head and Shoulders. La vidéo de Head and Shoulders est en stop-motion et animation hybride et est diffusée par Pitchfork le 6 août 2015. En juillet 2015, le groupe publie l'album Key Markets. Il est l'un des 19 nommés aux IMPALA dans la catégorie d'album de l'année. Le groupe participe aussi à un documentaire appelé Sleaford Mods: Invisible Britain, publié en 2015. Ils publient l'EP T.C.R. en 2016.
Un tournant important a lieu après de nombreuses années en quasi-autonomie : Sleaford Mods signe chez Rough Trade Records, label indépendant. En 2017 sort l'album English Tapas, en 2019 Eton Alive, en 2021, l'album Spare Ribs.

## Style musical
Williamson s'occupe des paroles, Fearn de la musique. Les chansons de Sleaford Mods sont souvent décrites comme des diatribes aigries sur la société ou les célébrités de la culture pop.
La voix de Williamson est du Sprechgesang à partir de l'anglais qu'on parle dans les Midlands de l'Est. Il est dans la continuité de chanteurs comme Shaun Ryder, John Cooper Clarke, Mark E. Smith, Half Man Half Biscuit ou Steve Ignorant du groupe Crass.

## Discographie

### Albums
- 2007 : Sleaford Mods (A52 Sounds)
- 2007 : The Mekon (A52 Sounds)
- 2009 : The Originator (A52 Sounds)
- 2011 : S.P.E.C.T.R.E. (Deadly Beefburger Records)
- 2012 : Wank (Deadly Beefburger Records)
- 2013 : Austerity Dogs (Harbinger Sound)
- 2014 : Divide and Exit (Harbinger Sound)
- 2015 : Key Markets (Harbinger Sound)
- 2017 : English Tapas (Rough Trade)
- 2019 : Eton Alive (Rough Trade)
- 2021 : Spare Ribs (Rough Trade)
- 2023 : Uk Grim (Rough Trade)

### Compilations & Live
- 2014 : Chubbed up + (Ipecac Recordings)
- 2025 : Tied Up in The Bodega (Concert enregistré à Nottingham le 30 novembre 2024)

### EP
- 2014 : Tiswas (EP ; Invada)
- 2016 : TCR